# ذو عليان (عمران)
ذو عليان هي إحدى قرى الجمهورية اليمنية. تتبع جغرافيا لمحافظة عمران و إداريًا لمديرية حوث. يبلغ تعداد سكانها 961 نسمة حسب الإحصاء الذي أجري عام 2004.